# Машара, Михаил Антонович
Михаи́л Анто́нович Маша́ра (бел. Міхаіл Антонавіч Машара, Міха́сь Маша́ра; 18 ноября 1902 — 7 июня 1976, Минск) — белорусский советский поэт, прозаик, драматург, переводчик, общественно-политический деятель, участник национально-освободительного движения в Западной Белоруссии. Член Союза писателей СССР (1940).

## Биография
Родился в крестьянской семье на хуторе Подсосна Виленской губернии Российской империи. В 1915—1918 годах учился в рабочей школе в местечке Глубокое. В годы учёбы подвергался арестам со стороны польских оккупационных властей.
Весной 1920 года вступил в Красную Армию, участвовал в боях против поляков. Службу проходил в батальоне связи 18-й стрелковой дивизии, 4-й армии Западного фронта. Армия, в которой служил Михаил Машара, в августе 1920 года была интернирована в Германию. 11 месяцев он находился в лагере Зальцведель в Саксонии.
После заключения Рижского договора был передан Польше. Провел 8 месяцев заключения в лагере «Щипёрна». После освобождения был безработным, в 1923—1925 годах служил в польской армии.
После демобилизации организовал на родине кружок Белорусской крестьянско-рабочей громады. В 1927 году редактировал в Вильна газету «Наша воля». Был арестован польскими оккупационными властями в 1928 году. Отбывал в течение четырёх лет заключение в виленской тюрьме Лукишки.
После освободительного похода РККА (1939) был избран депутатом Народного собрания Западной Белоруссии. С 1939 года руководил отделом народного образования Шарковщинского района. Во время Великой Отечественной войны работал в газетах «Звязда», «Савецкая Беларусь», «Партызанскае слова», на радио.
После войны жил в Минске, работал в литературном журнале «Полымя» (1945—1947), в «Настаўніцкай газеце» (1947—1949).

## Творчество
Литературной деятельностью занимался с 1927 года (журнал «Заранка»). Первый сборник поэзии «Малюнкі», который составили произведения, написанные во время заключения в Лукишках, вышел в 1928 году в Вильна. Известность получил как прозаик. В цикле романов освещается жизнь западнобелорусской деревни, национально-освободительная борьба белорусов против польской оккупации.

### Книги поэзии
- Сборник стихотворений бел. «Малюнкі» («Картинки») (1928)
- Сборник стихотворений бел. «На сонечны бераг!» («На солнечный берег!») (1934)
- Сборник стихотворений бел. «Напрадвесні» («Накануне весны») (1935)
- Сборник стихотворений бел. «З-пад стрэх саламяных» («Из-под соломенных крыш») (1937)
- Поэма бел. «Вяселле» («Свадьба») (1933)
- Поэма бел. «Смерць Кастуся Каліноўскага» («Смерть Костуся Калиновского») (1934)
- Поэма бел. «Мамчына горка» («Мамина горка») (1936)
- Сборник стихотворений бел. «Беларусі» («Беларуси») (1944)
- Сборник стихотворений бел. «Выбраная лірыка» («Избранная лирика») (1945)
- Сборник стихотворений и поэм бел. «Праз навальніцы» («Через грозы») (1948)
- Сборник стихотворений и поэм бел. «Урачыстасць» («Торжество») (1952)
- Сборник стихотворений и поэм бел. «Выбраныя творы» («Избранные произведения») (1958)
- Сборник стихотворений и поэм бел. «Ад родных аселіц» («От родных селений») (1959)
- Сборник стихотворений и поэм бел. «Мая азёрная краіна» («Моя озёрная страна») (1962)
- Сборник стихотворений бел. «Вершы» («Стихотворения») (1971)

### Драматургия
- Пьеса бел. «Вось тут і зразумей» («Здесь и пойми») (1933)
- Пьеса бел. «Лёгкі хлеб» («Лёгкий хлеб») (1936)
- Пьеса бел. «Чорт з падпечча» («Черт из-под печи») (1938)

### Сказки
- Сказка в стихах бел. «Зязюльчыны слёзы» («Кукушкины слезы») (1961)
- Сказка в стихах бел. «Зелянушка і ракатушка» («Зеленушка и рокотушка») (1964)

### Книги прозы
- Роман бел. «Крэсы змагаюцца» («Кресы борются») (1966)
- Роман бел. «Сонца за кратамі» («Солнце за решеткой») (1968)
- Роман бел. «Лукішкі» («Лукишки») (1970)
- Роман бел. «Ішоў дваццаты год» («Шел двадцатый год») (1973)
- Роман бел. «І прыйдзе час...» («И придет время…») (1975)
- Воспоминания бел. «Старонкі летапісу» («Страницы летописи») (1975)

### Переводы
Перевел на белорусский язык «Мёртвые души» Н. Гоголя (1950), «Рассказы» Г. Сенкевича (1955), «Уральские сказки» П. Бажова (1956), «Калевалу».

## Награды
- Орден Красной Звезды
- Орден «Знак Почёта»
- Медаль «За трудовое отличие» (25.02.1955)
- Медали